# East New York

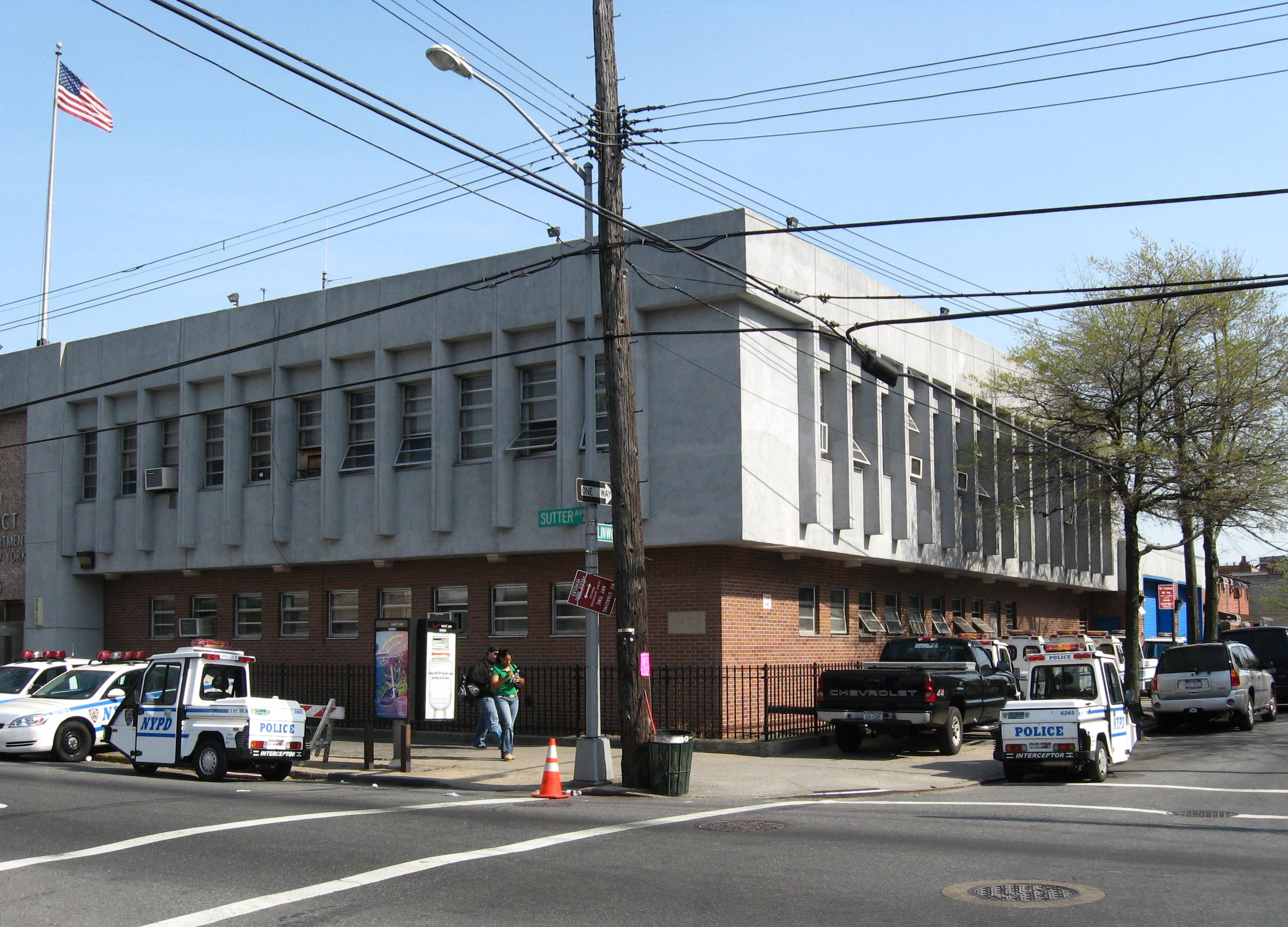
Komisariat policji w East New York

East New York – wschodnia dzielnica (neighborhood) Brooklynu, okręgu Nowego Jorku. East New York jest zamieszkiwany przez Afroamerykanów i Latynosów.

## Znane osoby z ENY
- Tony Danza – aktor
- Masta Killa – raper, członek Wu-Tang Clan
- AZ – raper
- Uncle Murda – raper
- John Brockington – piłkarz
- Lil' Mama – raper
- Martín Espada – poeta
- Jeru the Damaja – raper